# نو استرچ پرس
نو استرچ پرس (به انگلیسی: No Starch Press) یک شرکت انتشاراتی است که کتاب‌هایی در زمینه امنیت رایانه، برنامه‌نویسی، متن‌باز، LEGO، لینوکس و مباحث علمی نظیر ریاضیات منتشر می‌کند. از جمله کتاب‌های معروف و سرشناس این انتشارات می‌توان به هکینگ:هنر اکسپلویت‌نویسی، سکوت در سیم، هک کردن ایکس‌باکس، پایتون برای بچه‌ها، و ویکی‌پدیا چگونه کار می‌کند اشاره کرد. کتاب‌ها و عناوین این انتشارات به صورت آنلاین و همچنین در کتاب‌فروشی‌های موجود در بازارهای اصلی انگلیسی‌زبان در سرتاسر دنیا موجود هستند. کتاب‌های این انتشارات به بیش از سی زبان دنیا ترجمه شده‌اند. آوریلی مدیا کتاب‌های این انتشارات را در ایالات متحده ترویج و توزیع می‌کند و همچنین این انتشارات توزیع‌کننده‌های متفاوتی هم در سرتاسر جهان دارد.